# Polígon equilàter
En geometria, un polígon equilàter és aquell els costats del qual tenen tots la mateixa longitud.

## Exemples
| Triangle equilàter             | Triangle equilàter |
| Rombe (incloent-hi el quadrat) | Rombe              |

## Propietats
- Un polígon equilàter que a més és equiangular (tots els seus angles són iguals) és un polígon regular.
- Un polígon equilàter que a més és cíclic (tots els seus vèrtexs estan sobre una circumferència) és un polígon regular.
- Tots els quadrilàters equilàters són convexos, la qual cosa no és certa per a polígons de més costats.